# جزيرة كيمودي
جزيرة كيمودي وهي جزيرة من جزر إندونيسيا، وتقع ضمن جزر سومينيب في إقليم جاوة الشرقية.